# Fort Missoula
Fort Missoula est un poste militaire de la United States Army établi le 25 juin 1877 le long de la Bitterroot, près de la ville de Missoula dans le Montana, afin de protéger les colons des attaques possibles d'Amérindiens.
Durant la Seconde Guerre mondiale, le fort abrita un camp de prisonniers de guerre italiens et japonais.
Depuis 1987, le fort est inscrit au Registre national des lieux historiques.